# Pueblo, Colorado

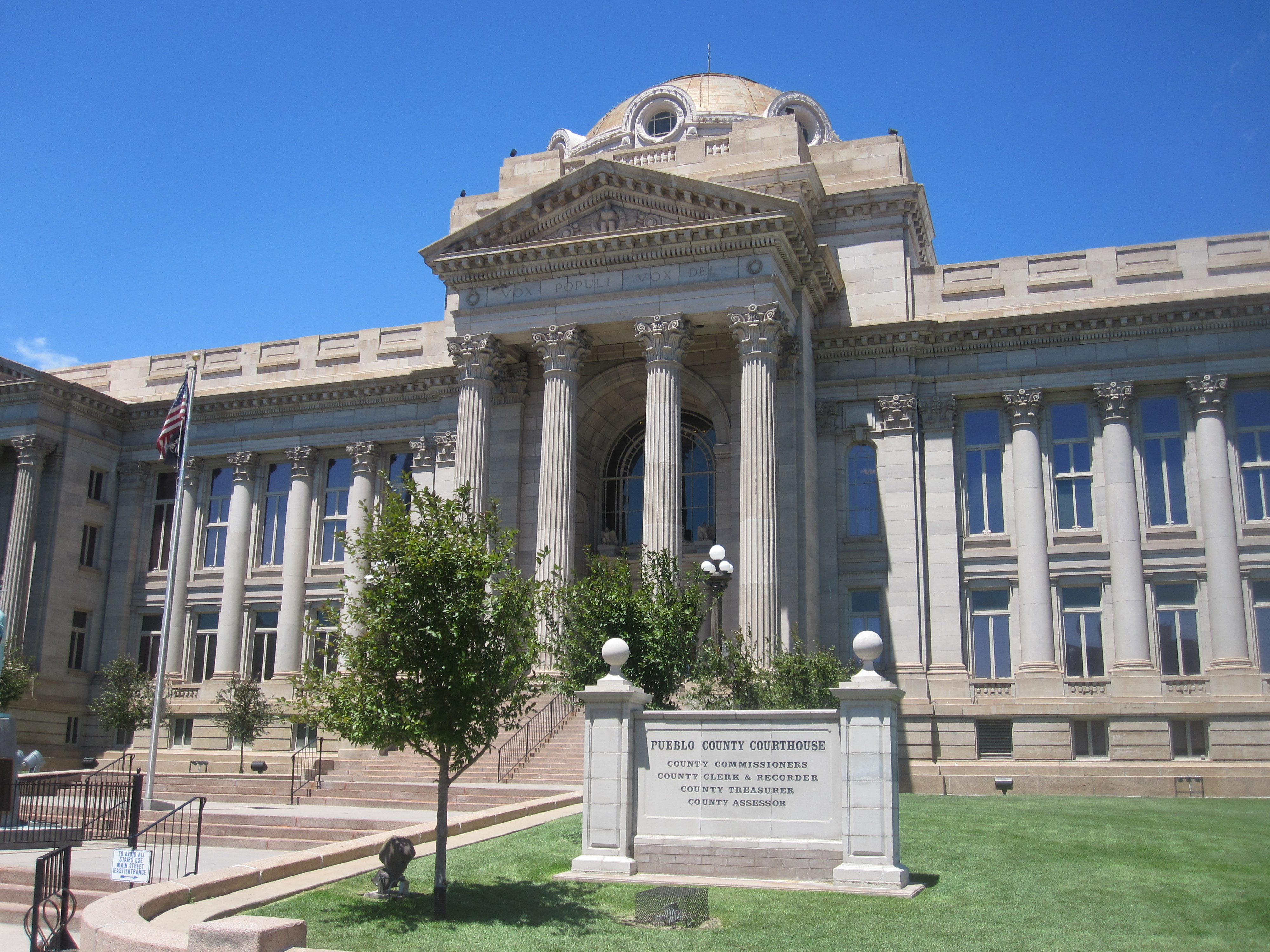
Toà án quận Pueblo County.

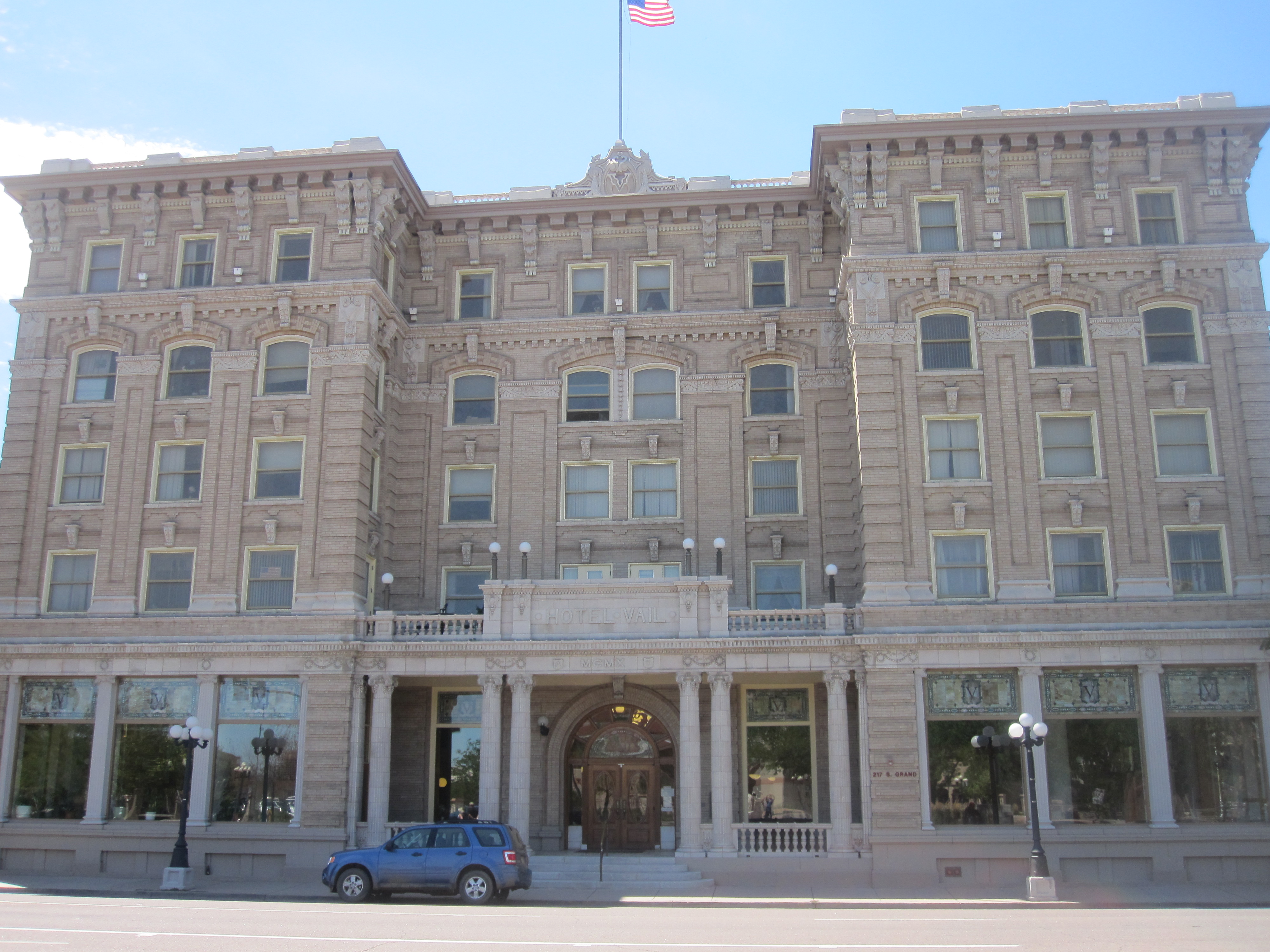
Khách sạn Vail ở trung tâm Pueblo nay không còn kinh doanh (xây xong năm 1910) là đại diện cho phong cách Renaissance Revival. Được đặt tên theo John E. Vail, một nhà báo Pueblo, đã từng được xem là khách sạn hiện đại nhất ở phía tây Chicago, Illinois.

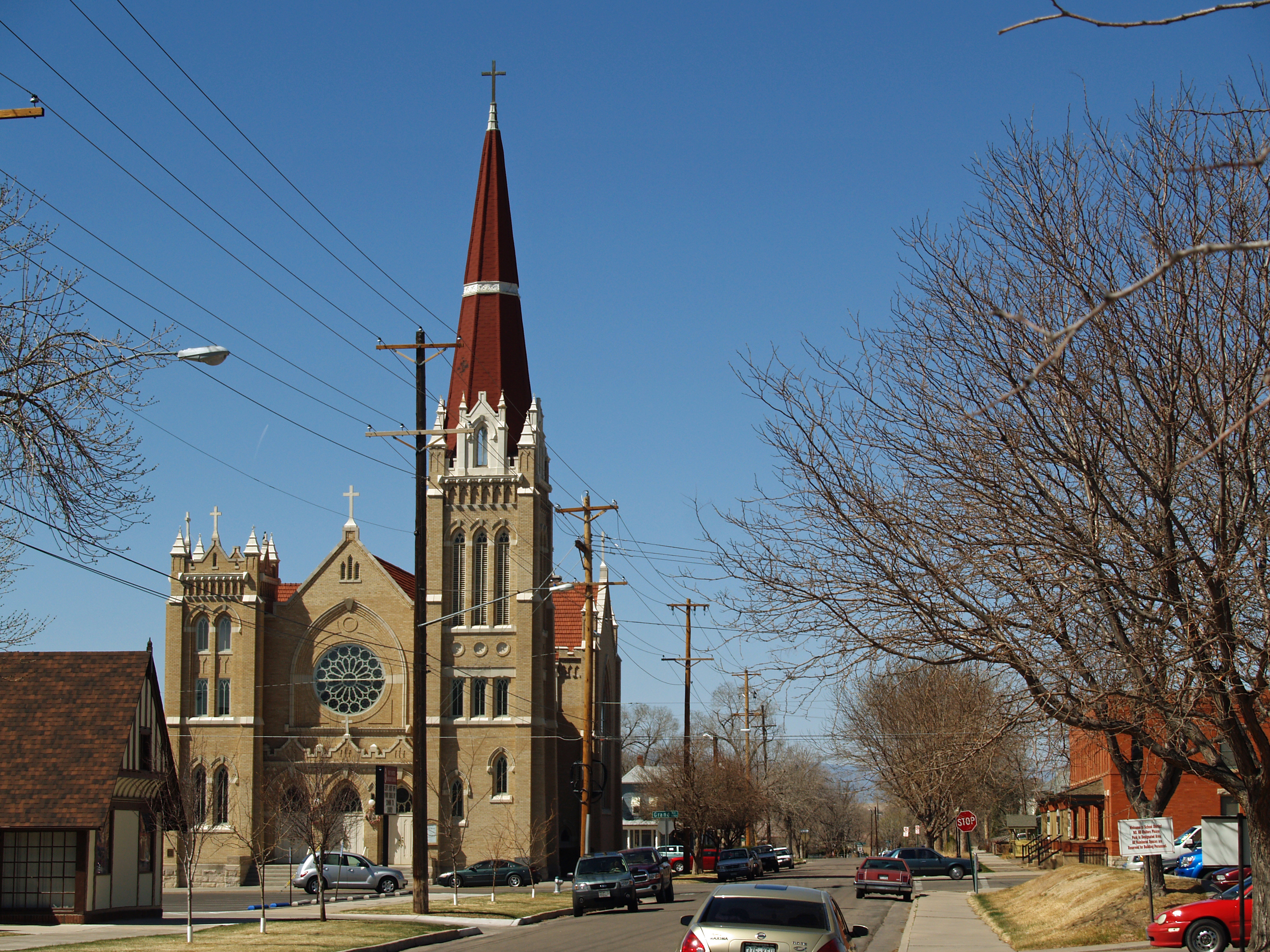
Đại giáo đường trái tim linh thiêng ở Pueblo

Pueblo (phát âm /ˈpwɛbloʊ/) là một thành phố thuộc quận Pueblo, tiểu bang Colorado, Hoa Kỳ. Thành phố có diện tích km², dân số thời điểm năm 2009 theo ước tính của Cục điều tra dân số Hoa Kỳ là 104.877 người2.